# Capriccio nr. 1 (Balada)
Capriccio nr. 1, Hommage aan Frederico Carcía Lorca is een compositie van Leonardo Balada. Na deze nr. 1 zouden er nog minstens acht volgen (gegevens 2011).
Balada schreef dit capriccio in eerste instantie voor de Austin Classical Guitar Society uit Austin, Texas. Die versie is geschreven voor gitaar en strijkkwartet. Hij putte inspiratie uit volksliedjes uit Andalusië, die Frederico García Lorca omzette naar liedjes voor zangstem en piano. Balada gaf zelf aan dat hij het begin van de liedjes van Frederico had overgenomen, maar daarna toch zijn eigen weg koos. De volksmuziek is daarbij verder uit zicht geraakt, de muziek is naar het niveau van klassieke muziek uit de 20e eeuw getild.
De zeven liedjes die Balada gebruikte:
1. Los cuatro mulerus (De vier muilezels)
2. La tarara
3. Los peregrinitos (De pelgrims)
4. Sevillana (een dans uit Sevilla)
5. Lejano (ver weg)
6. Nana (wiegeliedje)
7. Zapateado (Spaanse dans)

De originele versie was voor het eerst te horen op 16 juli 2006, toen Eliot Fisk het speelde met het Miró Quartet. In 2010 schreef Balada een bewerking van dit capriccio voor gitaar en strijkorkest. 